# Miroslav Cikán
Miroslav Cikán, né à Prague (alors en Autriche-Hongrie) le 11 février 1896 et mort dans la même ville le 1er février 1962 , est un réalisateur et scénariste tchèque et tchécoslovaque.

## Biographie
Travaillant comme assistant dans des laboratoires et des studios, Miroslav Cikán arrive au cinéma d'une manière détournée. Son premier film, Un immeuble en banlieue (Dum na předměstí), sort en 1933. Dans les années d'avant-guerre, il est un des réalisateurs les plus importants et les plus productifs de son pays. Cikán travaille avec quelques réalisateurs de films réputés, dont Hugo Haas, Jan Werich, Vlasta Burian et Jindřich Plachta (en).
Pendant la Seconde Guerre mondiale, il tourne sous le pseudonyme de Friedrich Zittau. Après la guerre, il réalise principalement des films dramatiques traitant de la période de l'occupation nazie ainsi que des films historiques.

## Filmographie partielle
- 1934 : Chez nous dans le Landerneau (coréalisé avec Jan Werich)
- 1935 : Na rùzích ustláno
- 1937 : Le Bataillon (Batalión)
- 1946 : Les héros se taisent
- 1951 : Le combat se terminera demain
- 1955 : Muž v povětří (en)

## Prix et récompenses
- 1937 : médaille de la Mostra de Venise pour Le Bataillon (Batalión)